# Конти, Карло
Карло Конти (итал. Carlo Conti; род. 13 марта 1961, Флоренция) — популярный итальянский шоумен.

## Биография
Карло Конти родился 13 марта 1961 года во Флоренции. Перед тем как начать успешную карьеру телеведущего, он работает диджеем и ведущим на итальянском радио, сотрудничая с актёром Джорджо Панариелло и режиссёром Леонардо Пьераччони. 
На общественном телевидении RAI ведёт с 1985 года музыкальную программу Discoring. В 1989 году — комическое шоу «Vernice fresca», которую в дальнейшем переименовывает в «Aria fresca». После шумного успеха комического шоу выступает в роли ведущего на итальянском телевидении RAI представляя ряд передач, в числе которых вечерние игровое шоу «Cocco di mamma», телешоу «Colorado».
Далее идут такие популярные передачи как «In bocca al lupo», «Sanremo Top» и «Miss Italia nel Mondo» — ежегодный конкурс красоты, где Карло Конти — не только ведущий, но и арт-директор. С 2000 года следуют такие известные шоу, как «Millenium», «Domenica In», цикл «50 canzonissime», «I migliori anni» — музыкальное шоу, где помимо выступления известных итальянских и зарубежных певцов, много интересных и содержательных интервью со звёздами кино и театра, таких как Софи Лорен, Ален Делон, Жерар Депардьё, Орнелла Мути, Софи Марсо. В 2011 г. состоялись встречи с такими известными актёрами, как Антонио Бандерас, Дженнифер Белз, Сабрина Ферилли.
С 2006 года Карло Конти каждый вечер ведёт игровое шоу «Eredità», которое невероятно популярно у итальянцев. И делает он это в сопровождении очаровательных помощниц, победительниц конкурсов красоты и представительниц модельного бизнеса — Бенедетта Мацца, Энрика Пинторе, Кристина Буччино, Серена Гвалинетти. Состав 2011—2012 г. — Элеонора Кортини, Франческа Фикера, Людовика Карамис, Лаура Форджа.
Помимо телевидения Карло Конти снимается в фильмах, дублирует мультфильмы, занимается благотворительной деятельностью. А в свободное время любит рыбачить.

## Дискография
Карло Конти записал 3 пластинки: Animali di città (Городские животные) вместе с Леонардо Пьераччони (1989 г.), Carnevalestro (Новогодний Карнавал), Aria fresca (Свежий воздух) — комическое шоу при участии Джорджо Панариелло. А также «It’s all right, it’s ok — 45 giri».

## Фильмография
- Каннибалы (1995), режиссёр Массимилиано Яконо
- Лауреаты (1995), режиссёр Леонардо Пьераччони
- Фейерверк (1997), режиссёр Леонардо Пьераччони
- Папарацци (1998), режиссёр Нери Паренти
- Люблю тебя на всех языках мира (2005), режиссёр Леонардо Пьераччони
- Прекрасная жена (2007), режиссёр Леонардо Пьераччони
- Если так, скажу тебе да (2011), режиссёр Эудженио Капуччо

## Книги
Издательство Mondadori 8 ноября 2011 года выпустило книгу-автобиографию телеведущего. «В этой книге я рассказываю о своём детстве и юношестве, об отношениях с друзьями и людьми, во многом заменившими мне отца, которого я потерял очень рано. Я пишу о моей любви к моему городу Флоренция», — пишет автор.

## Премии
Карло Конти отмечен 11 наградами и ежегодными премиями:
- за лучшую телепрограмму года — 8 премий,
- а лучший мужской персонаж года — 3 премии.

15 июня 2011 года астероиду, который обнаружили 6 сентября 2002 года в обсерватории Кампо Император CINEOS (Список астероидов (78501—78600), дали название 78535 Carloconti (2002 RC109) — в честь Карло Конти.